# DARK CRYSTAL
『DARK CRYSTAL』（ダーク・クリスタル）は、1989年4月10日に発売された吉田美奈子通算11作目のスタジオ・アルバム。

## 解説
アルバムとしては『BELLS』以来3年ぶりだが、一般的なアルバム・リリースとしては1983年の『IN MOTION』以来6年ぶり。しかも、創美企画という既成のレコード会社とは異なるメーカーからのファースト・リリースという本作。吉田美奈子はアルバム制作のいきさつを「5年前に契約をフリーにしちゃったのね。契約がなくても音楽はやれるしね。だけど、それもどっちでもいいやと思ってた時期にプロポーズされたんです。だから、それだけなんですよ。別に何をやるんだっていうのは常になくて。大志は全然抱いていないわけで、かと言って刹那主義じゃないけど。トータリー・マイルドというかね、わりと自然だから。別にやってもいいかなと思っただけ。レコーディングするといえば、いつでも作れるでしょ。だから、単にそれだけ」だと答えた。
これまで多くのセッション・ミュージシャンをバックに歌ってきたが、本作ではほぼ全てを彼女自身が手がけている。サウンド・プロダクションについては「結局、全部の音に責任を持ってるから。どうしてもこういう人の音が欲しいっていうのがなかったら、じゃあ、自分の好きな音だけ入れればいい。それが、他人から言えば吉田美奈子のパーフェクトになっちゃうわけでしょ。それを聴く人が、力が入っているように思っちゃうんじゃないかな。でも音楽的に言えば楽器は少ないし、空気を聴かせたいと思って作っているから。最終的な音の広がりっていうのは声で作っているから、楽器が多いように聴こえるのかもしれない」という。また、読んだ時と音と一緒に聴いた時とで違ったニュアンスを感じる歌詞については「日本の漢字ってとても良いものだと思うのね。どれだけの人が歌詞カードを読むのかわからないけど、やっぱり詞を書くんだったらあのくらいの楽しみはいただきたいと思うのね。だから、ああいう当て字をよく使ったりするんだけど」と答えている。
M-1「STARBOW」ではイントロに『BELLS』収録曲「WIND」の断片がサンプリングされている。M-3「TANG TANG」のコーダで聴かれるミュート・トランペットのような音はミニモーグとフェアライトCMIを組み合わせたもの。M-8「DECEMBER RAIN」は彼女自身のピアノによる弾き語りの曲。
後に本作はジャケットを作り替えてMCA VICTORから再発、さらに完全限定盤の5枚組BOXセット『吉田箱』の一枚として“New Mix”で再々発された。後に吉田は本作を「RCA時代に一緒にやっていたスタッフがレーベルを作ったので。その人たちとのかかわりで。夫が亡くなったこともあって、精神的に閉鎖された状態で、だからものすごく硬質な機械みたいな歌で、そのあまりにも硬質な部分がグルーヴを生んだようなインパクトがあるんですよ。最近BOXで出しなおしましたけど、今だと“この音はちょっと邪魔かな”と思うところもあります」と振り返っている。

## 収録曲
1. STARBOW
2. GIFTED*
3. TANG TANG
4. CRYSTAL
5. HEAT WAVE
6. NOSFERATU**
7. 凪
8. DECEMBER RAIN

- All songs written & arranged by MINAKO YOSHIDA
- except *<The Horns> arranged by MAKOTO YANO
- **<The Brass Orchestra> arranged by YASUAKI SHIMIZU

## クレジット
| PRODUCED BY MINAKO YOSHIDA                 |
| FAIRLIGHT III & SYNTHESIZER PROGRAMMING:   |
| YASUO KIMOTO FOR OFFICE INTENZIO           |
| RECORDED & MIXED AT:                       |
| VICTOR AOYAMA STUDIO, TOKYO                |
| ENGINEERS:                                 |
| SHIGEMI WATANABE FOR CBS SONY GROUP INC.   |
| TSUNEO TOKONO FOR VICTOR AOYAMA STUDIO     |
| MIXED BY:                                  |
| SHIGEMI WATANABE & MINAKO YOSHIDA          |
| (EXCEPT #6 AND YASUAKI SHIMIZU)            |
| A&R:                                       |
| TOMOHARU AIKAWA, KIYOSHI OZAWA             |
| FOR M.T.J. INC.                            |
|                                            |
| EXECUTIVE PRODUCER:                        |
| HIROYASU TSURUOKA                          |
| FOR SOHBI KIKAKU                           |
| ART DIRECTION & DESIGN: PATER SATO         |
| PHTOGRAPHY: MASAYOSHI SUKITA               |
| MAKE UP: YOSHIO SUGIYAMA                   |
| WARDROBE: KOZUE NAITO                      |
|                                            |
| THANX TO THE FOLLOWING FOLKS:              |
| HIDEO YAMAKI, MAKOTO YANO, PATER SATO      |
| ATSUNOBU YAKABE, YASUAKI SHIMIZU           |
| † FOR BEAUTIFUL NOISE †                    |
| MASAMITSU SAITO, JYUNKO TERAO              |
| MASANOBU TSUCHIYA, HIROSHI MIZUIDE         |
| CREWBEE OFFICE, WARNER GRAY CO.            |
| NANIWA GAKKI CO.                           |
| MIYOSHI NAGAYAMA &                         |
| THE STAFF AT PAPER DOLL                    |
| THE STAFF AT CBS SONY STUDIO               |
| RYOICHI MURAOKA                            |
| TATSUO TATEISHI, NOBUMASA YAMADA &         |
| THE STAFF OF VICTOR AOYAMA STUDIO          |
| † FOR HONESTY †                            |
| FRIENDS! I LOVE YOU ALWAYS                 |
| SPECIAL THANX TO:                          |
| MY MOMA-FUMIKO, MY BRO.-TAMOTSU            |
| MY PSYCHIATRIST-DR.MAGNESIUM & DR.DADAISUM |
| † FOR SYMPATHIES †                         |